# Perth Glory FC
Perth Glory Football Club är en proffsklubb i fotboll från Perth i Australien. Klubben spelar i den australiensiska proffsligan A-League sedan ligan startades upp 2005. Klubben har även ett damlag som spelar i den australiensiska proffsligan för damer A-League.

## Kända spelare som spelat i Perth Glory
| Australien - Stan Lazaridis - Damian Mori - Jason Petkovic - Nik Mrdja - Lisa De Vanna - Kathryn Gill Brasilien - Amaral England - Brian Deane - Robbie Fowler - Daniel Sturridge |  | Nya Zeeland - Gavin Wilkinson - Leo Bertos - Danny Hay Nigeria - Samson Siasia Serbien - Ivan Ergić |